# Маяк острова Мокохинау
Маяк острова Мокохинау (англ. Mokohinau Islands lighthouse) — маяк на небольшом острове Берджесс, входящем в состав архипелага Мокохинау региона Окленд Северного острова, Новой Зеландии. Маяк является самым отдалённым от береговой линии Новой Зеландии и находится в северной части при входе в залив Хаураки, приблизительно в 50 км к северо-востоку от Мыса Родни. Маяк принадлежит и обслуживается Управлением безопасности морского судоходства Новой Зеландии (англ. Maritime New Zealand).

## История
Маяк был построен и сдан в эксплуатацию в 1883 году. Конструкция маяка — цилиндрическая каменная башня с балконом и фонарем. Место для строительства маяка было выбрано не случайно, оно является наиболее удачным для маяка указывающего путь судам при подходе к заливу Хаураки из Тихого океана. Изначально свет в маяке получали с помощью масляных горелок. Согласно переписи населения 1936 года на островах архипелага Мокохинау проживало 13 человек, из них 7 мужчин и 6 женщин.
В 1939 году маяк был электрифицирован, а электроэнергию вырабатывал дизельный электрогенератор.
Во время Второй мировой войны маяк послужил ориентиром для немецкого рейдера, который заминировал ближайшие судоходные пути. По этой причине, а также по условиям затемнения во время военных действий маяк острова Мокохинау был отключён. Возобновил работу 1947 году.
В 1980 году маяк одним из последних в Новой Зеландии был автоматизирован, а мониторинг и управление маяком были переданы диспетчерской службе Управления безопасности морского судоходства Новой Зеландии в Веллингтоне. В 1996 году оригинальный маячный излучатель был заменён на новый с вращающимся галогенным источником света мощностью в 35 Вт, аккумуляторным электроснабжением и подзарядкой от солнечных батарей.
Режим работы маяка (световая схема) — белая вспышка каждые 10 секунд.

## Условия эксплуатации
Во времена, когда маяк обслуживали смотрители снабжение было крайне редким. Около трёх раз в год на остров доставляли продукты питания и почту. Были случаи задержек в поставках, отчего семьям смотрителей приходилось для выживания добывать скудное пропитание на самом острове.
В 1908 году один из смотрителей маяка сделал небольшую полностью оловянную парусную лодочку в трюм которой вложил три письма: одно своему другу, второе в ближайший магазин, третье в Департамент судоходства Новой Зеландии. На палубе он сделал послание нашедшему лодочку с просьбой разослать письма адресатам. Дождавшись благоприятной погоды и нужного направления ветра смотритель отправил лодочку к берегам Новой Зеландии. Лодочка благополучно «добралась» до берега, где её подобрали, и уже через девять дней на остров к маяку было отправлено судно с необходимыми продуктами. В Оклендском музее выставлен макет этой лодочки с подписью «Самый маленький почтовый корабль в мире».
После электрификации маяка, терпение смотрителей подошло к концу и они написали письмо, в котором описали все свои проблемы, связанные с изоляцией острова, Кабинету министров Новой Зеландии.

## Доступность для посещения
После создания Департаментом охраны природных ресурсов правительства Новой Зеландии в 2000 году заповедника «Морской парк залива Мокохинау» (англ. Hauraki Gulf Marine Park) остров Берджесс, на котором находится маяк, остался единственным островом архипелага Мокохинау, открытым для свободного посещения, однако вход в здание маяка закрыт для публики.

## Флора и фауна
На архипелаге Мокохинау живут некоторые виды вымирающих новозеландских сцинковых (Сцинк Мокохинау) и насекомых (жук-олень Мокохинау), гнездятся птицы.

## Панорама
| Уменьшить обратно               |
| Вид на острова Мокохинау и маяк |